# Sukadamai (Pulo Bandring)
Sukadamai is een bestuurslaag in het regentschap Asahan van de provincie Noord-Sumatra, Indonesië. Sukadamai telt 2879 inwoners (volkstelling 2010).